# Gobius roulei
Gobius roulei è un pesce osseo appartenente alla famiglia Gobiidae e alla sottofamiglia Gobiinae.

## Distribuzione e habitat
È diffuso nel mar Mediterraneo occidentale, nell'Adriatico e lungo le coste atlantiche portoghesi.

Sembra vivere su fondi sabbiosi nei pressi di praterie di Posidonia oceanica.

## Descrizione
Molto simile al ghiozzo nero anche per la pinna dorsale rilevata, si distingue per la nuca priva di squame e per il colore grigio sabbia con una fila di punti neri longitudinali. I maschi riproduttori non sono neri.

Sembra non superare i 7 cm.

## Biologia
Ignota.